# Hiroyuki Furuta
Hiroyuki Furuta (古田 寛幸 Furuta Hiroyuki?, nacido el 23 de mayo de 1991 en Hokkaido) es un futbolista japonés que se desempeña como centrocampista.

## Trayectoria

### Clubes
| Club              | País  | Año         |
| ----------------- | ----- | ----------- |
| Consadole Sapporo | Japón | 2009 - 2015 |
| Kamatamare Sanuki | Japón | 2014        |
| Zweigen Kanazawa  | Japón | 2016        |
| Blaublitz Akita   | Japón | 2017 -      |

## Estadística de carrera

### J. League
| Club              | Año   | J. League | J. League | Copa J. League | Copa J. League | Total | Total |
| Club              | Año   | Part.     | Goles     | Part.          | Goles          | Part. | Goles |
| ----------------- | ----- | --------- | --------- | -------------- | -------------- | ----- | ----- |
| Consadole Sapporo | 2009  | 19        | 0         | -              | -              | 19    | 0     |
| Consadole Sapporo | 2010  | 23        | 5         | -              | -              | 23    | 5     |
| Consadole Sapporo | 2011  | 34        | 4         | -              | -              | 34    | 4     |
| Consadole Sapporo | 2012  | 28        | 4         | 1              | 0              | 29    | 4     |
| Consadole Sapporo | 2013  | 6         | 0         | -              | -              | 6     | 0     |
| Consadole Sapporo | 2014  | 5         | 0         | -              | -              | 5     | 0     |
| Kamatamare Sanuki | 2014  | 14        | 2         | -              | -              | 14    | 2     |
| Consadole Sapporo | 2015  | 22        | 1         | -              | -              | 22    | 1     |
| Zweigen Kanazawa  | 2016  | 23        | 0         | -              | -              | 23    | 0     |
| Blaublitz Akita   | 2017  | 32        | 2         | -              | -              | 32    | 2     |
| Total             | Total | 206       | 18        | 1              | 0              | 207   | 18    |